# Stark Group
Stark Group A/S är en dansk grossist för bygghandelsvaror. 
Företaget äger flera bygghandelskedjor i Norden: Stark, Starkki, Beijer Byggmaterial och Neumann. 
Företaget grundades år 1896 i Århus i Danmark. 